# Plagnolia vandeli
Plagnolia vandeli és una espècie de triclàdide planàrid, l'única del gènere Plagnolia. Aquesta espècie va ser descrita a partir d'espècimens trobats a una cova de la conca de l'Arieja, als Pirineus.